# قانون التطوع لمساعدة الغريب وإغاثته

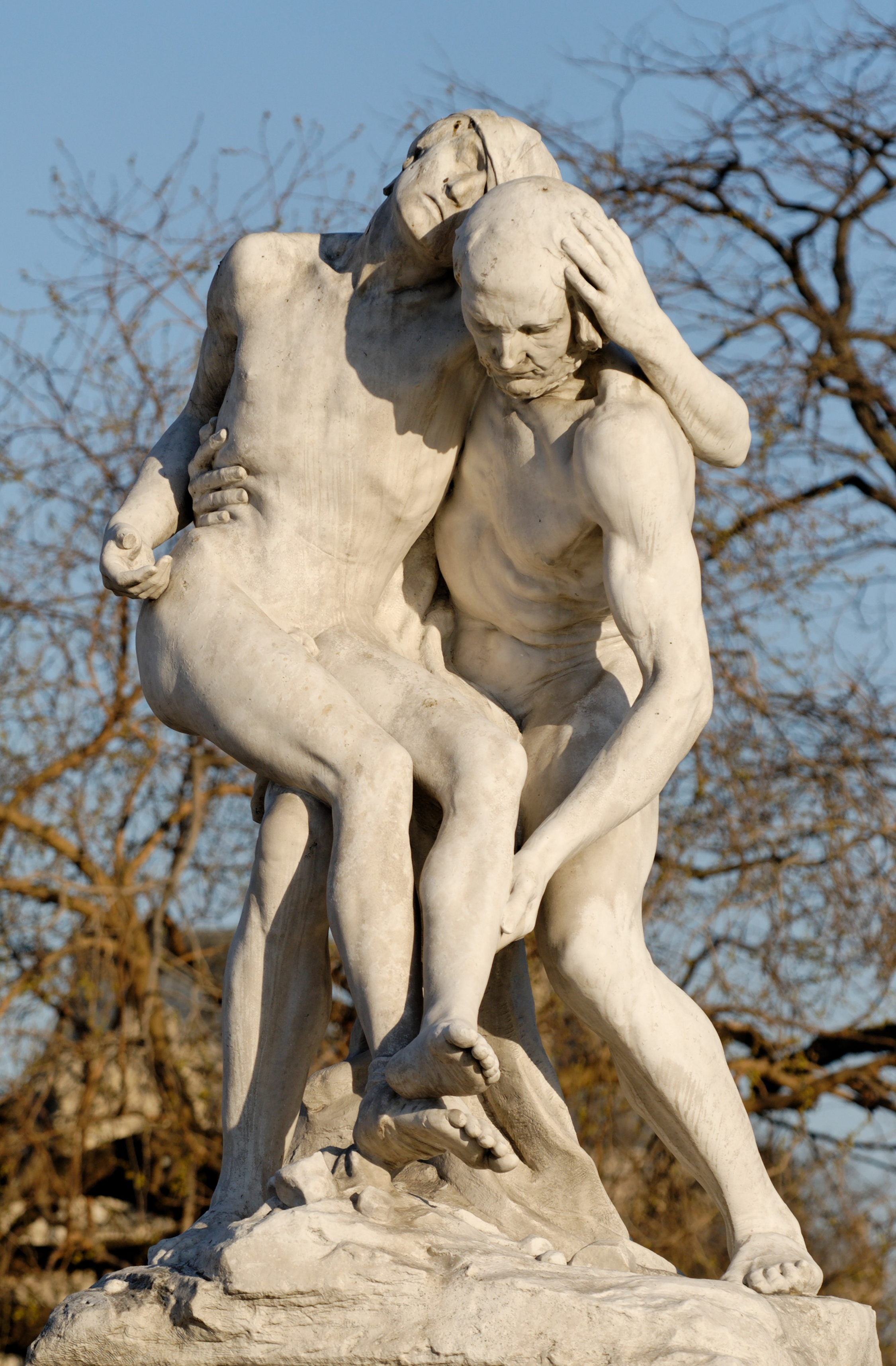

توفر قوانين التطوع لمساعدة الشخص الغريب الحماية القانونية للأشخاص الذين يقدمون المساعدة المقبولة لأولئك الاشخاص الذين هم متضررون، مرضى، حياتهم في خطر أو من هم فاقدين للأهلية. تهدف الحماية إلى الحد من تردد المارة في المساعدة، خوفاً من رفع دعوى قضائية أو مقاضاتهم بسبب إصابة غير مقصودة أو وفاة غير مشروعة. ومن الأمثلة على هذا القانون في مناطق القانون العام في كندا: مبدأ السامري الصالح هو مبدأ قانوني يمنع المنقذ الذي ساعد طوعاً الضحية من أن يُقاضى بنجاح على ارتكاب مخالفات. والغرض منه هو منع الناس من التردد في مساعدة شخص غريب في حاجة خوفا من التداعيات القانونية إذا ارتكبوا بعض الخطأ في العلاج. على نقيض ذلك، فإن «قانون واجب الإنقاذ» يتطلب من الأشخاص تقديم المساعدة ويحمل اولئك الذين يفشلون في القيام بذلك المسؤولية.
إن قوانين مساعدة الشخص الغريب قد تختلف من إختصاص قضائي لآخر، كما هم يتفاعلون مع المبادئ القانونية المختلفة، مثل القبول، حقوق الوالدين والحق في رفض العلاج. معظم هذه القوانين لا تطبق على المهن الطبية أو سلوك مهن المستجيبين للطوارئ في أثناء العمل، ولكن بعض الحماية تمتد إلى رجال الإنقاذ المهنيين عندما هم يتصرفون بصفة تطوعية.
المبادئ المتضمنة في قوانين إغاثة الشخص الغريب هي بالعادة أكثر في الدول التي أساس نظامها القانوني هو القانون العام الإنجليزي، مثل أستراليا. في العديد من الدول التي تستخدم القانون المدني كأساس لنظامها القانوني، فإن نفس التأثير القانوني يتحقق غالبا أكثر باستخدام مبدأ واجب الإنقاذ. أخذت قوانين إغاثة الشخص الغريب اسمها من المثل الموجودة في الكتاب المقدس، ينسب إلى يسوع، ويشار إليه عادة بمثل السامري الصالح وهو موجود في لوقا 29:10-37. وتروي المساعدة التي قدمها مسافر من المنطقة المعروفة باسم السامرة لمسافر آخر من خلفية دينية وعرقية متضاربة تعرض للضرب والسرقة من قبل قطاع الطرق.

## مقارنة مع واجب الإنقاذ
قد تلتبس قوانين إغاثة الشخص الغريب مع واجب الإنقاذ. كما هو موضح أعلاه. المناهج الأمريكية والكندية لهذه القضية تختلف. بمقتضى القانون العام، توفر قوانين إغاثة الشخص الغريب دفاعاً ضد الأضرار الناشئة عن محاولة الإنقاذ. بعض القوانين لا تشكل واجب الإنقاذ، مثل الموجودة في بعض دول القانون المدني، وفي القانون العام تحت بعض الظروف. على الرغم من ذلك، حيثما وجد واجب الإنقاذ هذا يعني بذاته درعاً من المسؤولية؛ على سبيل المثال، بمقتضى القانون الألماني لعدم تقديم المساعدة (جريمة عدم تقديم الإسعافات الأولية عندما تكون ضرورية)، المواطن يكون ملزم بتقديم الإسعافات الأولية عندما تكون ضرورية وهو مستثنى من المساءلة القانونية إذا تبين ان المساعدة بحسن نية أنها ضارة. في كندا، جميع الولايات بإستثناء كيبيك تعمل على أساس القانون العام الإنجليزي. كيبيك تعمل على نظام القانون المدني، الذي يعتمد جزئياً على قوانين نابليون، ومبادئ واجب الإنقاذ المطبقة. وبشكل مشابه، أي أحد في فرنسا يتخلف عن تقديم المساعدة للشخص الذي هو في خطر سوف يكون مسؤول أمام المحاكم الفرنسة (المسؤولية المدنية والجنائية). العقوبة لهذه المخالفة في المحاكم الجنائية هي السجن أو الغرامة (بمقتضى المادة 223-6 من القانون الجنائي) بينما في المحاكم المدنية القضاة يحكمون بدفع تعويضات مبالغ مالية إلى الضحايا.
لتوضيح الاختلافات في مفهوم واجب الإنقاذ، في ولاية أونتاريو الكندية، يوفر قانون الصحة والسلامة المهنية لجميع العاملين الحق في رفض العمل الغير الآمن. وعلى الرغم من ذلك هناك إستثناءات لهذا الحق. عندما تكون حياة أو صحة أو سلامة شخص آخر في خطر، ثَم مجموعة محددة تشمل «رجال الشرطة أو رجال الإطفاء أو العاملين في المستشفى أو العيادات أو أي فئة أخرى من العاملين الطبيين (بما في ذلك الخدمات الطبية للطوارئ)» هم مستبعدون بشكل خاص من حق رفض العمل الغير الآمن.